# Tom Coburn

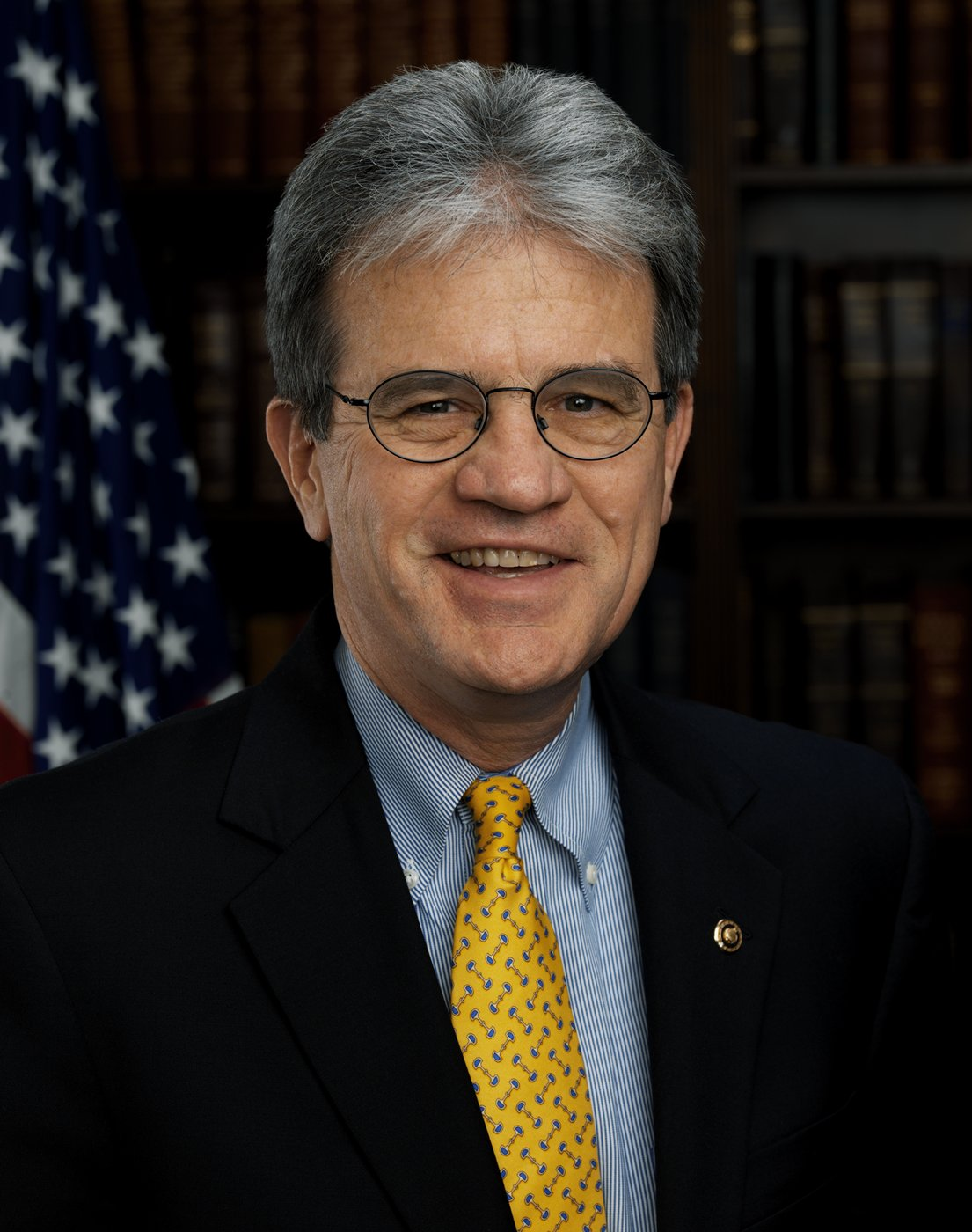
Tom Coburn (2005)

Thomas Allen „Tom“ Coburn (* 14. März 1948 in Casper, Wyoming; † 28. März 2020 in Tulsa, Oklahoma) war ein amerikanischer Politiker der Republikanischen Partei. Coburn vertrat den Bundesstaat Oklahoma von 1995 bis 2001 im Repräsentantenhaus und von 2005 bis 2015 im Senat der Vereinigten Staaten. Er galt als einer der konservativsten Abgeordneten und sorgte mit kontroversen Äußerungen und Gesetzesblockaden für nationale Aufmerksamkeit. Der Vorkämpfer für Haushaltsdisziplin nahm dabei keine Rücksicht auf Parteizugehörigkeit, sondern bemühte sich um Distanz zum Establishment.

## Familie, Ausbildung und Beruf
Coburn wurde 1948 in Wyoming als Sohn von Anita Joy Allen und Orin Wesley Coburn geboren. Nach seiner Schulzeit studierte er an der Oklahoma State University und erreichte den Bachelorgrad. Danach wechselte er an die Medical School der University of Oklahoma, an der er 1983 in Medizin mit Auszeichnung graduierte. Nach seinem Studium eröffnete Coburn eine private Arztpraxis in Muskogee.
1968 heiratete er Carolyn Denton, die 1967 gewählte Miss Oklahoma. Sie hatten drei Töchter. Coburn war Mitglied der Southern Baptist Church. Er starb im März 2020 im Alter von 72 Jahren an Prostatakrebs.

## Politische Laufbahn
Coburn begann seine politische Karriere im Sommer 1994, als er die Vorwahl der Republikaner für den 2. Kongresswahlbezirk von Oklahoma gewann. In der allgemeinen Wahl im November 1994 traf er als demokratischen Gegenkandidaten auf einen 71-jährigen pensionierten Lehrer, der den langjährigen Mandatsinhaber Mike Synar in der parteiinternen Vorwahl geschlagen hatte und sich weigerte, in Fernsehkameras zu sprechen. Obwohl die Anzahl registrierter Demokraten in diesem Kongresswahlbezirk diejeniger der Republikaner um das Dreifache überstieg, gelang es Coburn Cooper knapp mit 52 zu 48 Prozent der Stimmen zu besiegen, was vor ihm ein Republikaner zuletzt 1920 geschafft hatte. Von Januar 1995 war Coburn Abgeordneter im Repräsentantenhaus der Vereinigten Staaten und wurde 1996 und 1998 – trotz guter nationaler Rahmenbedingungen für die Demokraten und ihrer strukturellen Dominanz im Wahlbezirk – wiedergewählt. Er erfüllte sein Wahlversprechen, nicht mehr als drei Amtszeiten im Repräsentantenhaus zu verbringen, trat bei der Wahl 2000 nicht mehr an und schied im Januar 2001 aus dem Kongress aus, abgelöst durch den Demokraten Brad Carson. Coburn praktizierte wieder als Arzt und schrieb mit Hilfe eines Ghostwriters ein Buch, Breach of Trust, in dem er mit dem Politikbetrieb der „Insider“ in Washington abrechnete.
Nachdem der bisherige republikanische US-Senator Don Nickles angekündigt hatte, sich bei der Senatswahl im November 2004 nicht erneut zu bewerben, erklärte Coburn seine Kandidatur für diesen Sitz und trat gegen den Demokraten Brad Carson an, der ihm im Kongress nachgefolgt war. Der Wahlkampf zwischen den beiden Politikern, die sich jeweils als Außenseiter stilisierten, galt lange als völlig offen. Die Versuche Carsons, Coburn extremer Ansichten zu überführen, schlugen deshalb fehl, weil er im konservativ strukturierten Oklahoma nicht als außerhalb des Mainstreams befindlich wahrgenommen wurde. Auch Carsons Versuche, bestimmte Minderheiten wie etwa die Native Americans des Staates, deren Vertreter erstmals überhaupt eine Wahlempfehlung (gegen Coburn) aussprachen, zu mobilisieren, waren ohne Erfolg: Coburn gewann mit 53 zu 41 Prozent der Stimmen relativ deutlich; ab Januar 2005 gehörte er dem Senat der Vereinigten Staaten an. 2010 verteidigte er den Sitz gegen Jim Rogers, der nur 26 % der Stimmen erhielt.
Coburn war Mitglied in den Ausschüssen für Gesundheit, Heimatschutz, Justiz, Indianerangelegenheiten und Geheimdienstfragen. Er wurde bekannt als „Dr. No“, weil er jegliche Gesetzesvorhaben blockierte, die er nicht als ausreichend finanziert ansah. Er nutzte dazu mehrfach das Recht des „secret hold“, das verhindert, dass Gesetze im Senat zur Abstimmung gelangen, darunter im November 2009 der Veterans’ Caregiver and Omnibus Health Benefits Act. Ebenso stoppte er ein von breiter Unterstützung getragenes Gesetzesvorhaben seines republikanischen Mitsenators aus Oklahoma Jim Inhofe gegen die Lord’s Resistance Army in Uganda, der etliche schwere Verbrechen vorgeworfen wurden. Im Mai 2007 drohte Coburn, zwei Gesetzesvorhaben zum 100. Geburtstag der Zoologin und Ahnfrau der amerikanischen Umweltbewegung Rachel Carson zu blockieren, deren Hauptwerk „Silent Spring“ häufig als eines der einflussreichsten Bücher des 20. Jahrhunderts bezeichnet wird. Coburn nannte Carsons Werk „Junk Science“ und erklärte, ihr Buch „war der Katalysator für die tödliche weltweite Stigmatisierung gegen Insektizide, insbesondere DDT“. Als Reaktion auf Coburns Blockaden brachte der demokratische Mehrheitsführer im Senat Harry Reid im Juli 2008 mehrere zuvor von Coburn blockierte Gesetzesvorhaben gebündelt als Advancing America’s Priorities Act ein, der jedoch nicht verabschiedet wurde.
Im Januar 2014 kündigte er seinen Rücktritt zum Ende des 113. Kongresses an. Erster Anwärter auf seine Nachfolge war der Kongressabgeordnete James Lankford, der die Senatswahl im November 2014 gewann und ihm am 3. Januar 2015 im Amt nachfolgte. Coburn zog sich mit einem Krebsleiden aus der Politik zurück und kritisierte im Rückblick die politische Klasse insgesamt.

## Politische Positionen
Coburn galt als einer der konservativsten Politiker des Kongresses, der immer wieder eine Orientierung an traditionellen Moralvorstellungen forderte. Er sprach sich gegen die gleichgeschlechtliche Ehe, für das Recht auf Waffenbesitz und für die Todesstrafe aus. Frank Rich bezeichnete Coburns Ansichten in der New York Times als „vorsintflutlich“ und zugleich als typisch für die „Gingrich-Revolution“, die durch die erste nach 40 Jahren demokratischer Dominanz gewonnene Kongresswahl 1994 eine ganze Generation von republikanischen Politikern zu Mandatsträgern gemacht und zugleich ideologisch geprägt hatte. Zugleich galt Coburn als Außenseiter des Politikbetriebs („maverick“), der sich immer wieder mit dem als zu kompromissbereit abgelehnten Speaker of the House Newt Gingrich öffentliche Kämpfe lieferte, als einer der wenigen republikanischen Abgeordneten gegen den Irakkrieg stimmte und ein gutes Verhältnis zu Präsident Obama pflegte.
Ihm wurde populistische Rhetorik, aber auch ein relativ gemäßigtes Abstimmungsverhalten bescheinigt. Bereits im Repräsentantenhaus brachte Coburn weitreichende Gesetzgebungsvorhaben der Gesundheitspolitik ein, darunter zur Sicherstellung der medizinischen Versorgung Älterer und auf dem Land sowie zur Eindämmung der HIV-Infektionen von Kindern. Seine erfolglose Initiative von 1997, ein nicht-öffentliches nationales AIDS-Register einzuführen, wurde weithin als Stigmatisierung und Bruch der Vertraulichkeit sensibler Daten abgelehnt. Im Jahr 2003 berief George W. Bush Coburn zum Co-Vorsitzenden des Gremiums, das den Präsidenten in Fragen der AIDS-Politik beraten sollte. Coburn wurde dadurch bekannt, dass er jährlich ein „Verschwendungsbuch“ vorlegte, in dem er – häufig kuriose – Ausgaben der Regierung anprangerte und sich für fiskalische Transparenz einsetzte. Er galt als rigoroser Wächter der Staatsfinanzen und bekämpfte die Aufnahme von Schulden sowie Subventionen für lokale Projekte kompromisslos, auch gegen eigene Parteifreunde, war aber an anderer Stelle bereit zur Zusammenarbeit mit politischen Gegnern, wofür er Respekt und Zustimmung über die Parteigrenzen hinweg erwarb.
Seine zahlreichen kontroversen Statements, die Beobachter als „politisches Theater“ bezeichnet haben, sorgten immer wieder für Aufregung. So behauptete er 2004, eine vermeintliche Gay agenda, die für die steigende Akzeptanz von Abtreibungen und wechselnden Sexualpartner verantwortlich sei, habe sämtliche Machtzentren des Landes „infiltriert“ und sei die größte Bedrohung für die Freiheit des Landes. Er forderte unter anderem die Todesstrafe für Abtreibungsärzte, erklärte Brustimplantate aus Silikon für gesundheitsförderlich und behauptete, Barack Obama wolle mit seiner – biographisch zu erklärenden – Unterstützung der Affirmative Action Abhängigkeiten bei African Americans schaffen. Vor allem Ältere in der rechten Parteibasis feierten Coburn wie einen „Rock Star“, da er ihrem Gefühl des Misstrauens gegenüber der Bundesregierung und der generellen Richtung des Landes Ausdruck verlieh.
Als einen der größten Fehler seines Lebens bezeichnete Coburn im Rückblick sein Statement von 1997 zur Fernsehausstrahlung des Oscar-prämierten Holocaust-Spielfilms Schindlers Liste zur Hauptsendezeit. Das sei Fernsehen auf niedrigstem Niveau „mit Nacktszenen, Gewalt und Fluchen“. Nach heftiger Kritik nahm Coburn seine Aussage zurück und führte den Jugendschutz als Motiv für seinen Ausgangswunsch an.